# Zygmunt Szantroch
Zygmunt Szantroch, także jako Schantroch (ur. 29 kwietnia 1894 w Samborze, zm. wiosną 1940 w Charkowie) – polski działacz niepodległościowy, lekarz, profesor Uniwersytetu Jagiellońskiego, kapitan lekarz rezerwy Wojska Polskiego, ofiara zbrodni katyńskiej.

## Życiorys
Syn Rudolfa, profesora gimnazjum i Walentyny z Nowakowskich. Był bratem Tadeusza (1888–1942), poety, i Jadwigi zamężnej z Bolesławem Skwarczyńskim.
W 1912 ukończył gimnazjum w Tarnowie. W latach 1912–1914 studiował medycynę na Collegium Medicum Uniwersytetu Jagiellońskiego. Po wybuchu I wojny światowej w 1914 wstąpił do Legionów Polskich. Po odzyskaniu przez Polskę niepodległości od 1918 służył w Szpitalu Załogi w Krakowie, w szpitalach wojskowych w Tarnowie, Przemyślu, I batalionie zapasowym 37 pułku piechoty. Po przeniesieniu do rezerwy był przydzielony do Szpitala Okręgowego nr 5.
W latach 1920–1924 dokończył studia medyczne na UJ. Naukę kontynuował na studiach uzupełniających na uniwersytecie w Turynie. W 1928 otrzymał stopień doktora wszechnauk lekarskich, w 1930 docenta anatomii opisowej, od 1936 profesor nadzwyczajny. Od 1924 zatrudniony jako pracownik naukowy w Katedrze Anatomii Opisowej UJ, w tym od 1936 jako kierownik Katedry. Członek korespondent Polskiej Akademii Umiejętności. W pracy naukowej zajmował się anatomią układu nerwowego, splanchnologią, histologią tkanki nerwowej i hodowlą tkanek.
Po wybuchu II wojny światowej w okresie kampanii wrześniowej był dowódcą III sztabu w Dowództwie
Grupy obrony Lwowa. Po agresji ZSRR na Polskę z 17 września 1939 został aresztowany przez Sowietów i przewieziony do obozu w Starobielsku. Wiosną 1940 został zamordowany przez funkcjonariuszy NKWD w Charkowie i pogrzebany w bezimiennej mogile zbiorowej w Piatichatkach, gdzie od 17 czerwca 2000 mieści się oficjalnie Cmentarz Ofiar Totalitaryzmu w Charkowie. Figuruje na Liście Starobielskiej NKWD pod poz. 3706.
Symboliczne upamiętnienie Zygmunta Szantrocha zostało ustanowione na grobowcu rodziny Szantrochów na Starym Cmentarzu w Tarnowie (kwatera XX, nr 8).
5 października 2007 minister obrony narodowej Aleksander Szczygło mianował go pośmiertnie na stopień majora. Awans został ogłoszony 9 listopada 2007 w Warszawie, w trakcie uroczystości „Katyń Pamiętamy – Uczcijmy Pamięć Bohaterów”.

## Wybrane publikacje naukowe
- Histogeneza zwojów nerwowych serca (1929)
- Uber ein vesikales Nervengesteecht bei Huhnerembryonen (1929)
- Darmbuchtspalte (1930)
- Współczesne poglądy na budowę i czynności układu współczulnego (1931)
- Untersuchengen über den Fettgehalt embryonales Gewebe (1932)
- Gefässympathicus bei Cottus Scorpius (1937)

## Ordery i odznaczenia
- Medal Niepodległości – 17 września 1932 „za pracę w dziele odzyskania niepodległości”[11][12][13]
- Medal Pamiątkowy za Wojnę 1918–1921
- Medal Dziesięciolecia Odzyskanej Niepodległości